# Mateusz Bernatek
Mateusz Lucjan Bernatek (ur. 12 stycznia 1994) – polski zapaśnik walczący w stylu klasycznym. Srebrny medalista mistrzostw świata w 2017. Wicemistrz Europy w 2021. Osiemnasty na igrzyskach europejskich w 2015 i dziewiąty w 2019. Mistrz Europy juniorów w 2013, a trzeci w 2014. Mistrz Europy U-23 (młodzieżowy) w 2016. Brązowy medalista MŚ wojskowych w 2025.
Mistrz Polski w 2015 i 2023, drugi w 2016 i 2022; trzeci w 2020 roku.